# Iran ai XXII Giochi olimpici invernali
L'Iran ha partecipato ai XXII Giochi olimpici invernali, che si sono svolti dal 7 al 23 febbraio a Soči in Russia, con una delegazione composta da cinque atleti.

## Sci alpino

### Uomini
| Gara            | Atleta                  | Manche 1 | Manche 1  | Manche 2 | Manche 2  | Totale  | Totale    |
| Gara            | Atleta                  | Tempo    | Posizione | Tempo    | Posizione | Tempo   | Posizione |
| --------------- | ----------------------- | -------- | --------- | -------- | --------- | ------- | --------- |
| Slalom gigante  | Mohammad Kiadarbandsari | 1'30"12  | 56        | 1'32"01  | 52        | 3'02"13 | 51        |
| Slalom gigante  | Hossein Saveh-Shemshaki | 1'32"35  | 62        | 1'32"87  | 55        | 3'05"22 | 55        |
| Slalom speciale | Mohammad Kiadarbandsari | 55"09    | 55        | 1'03"78  | 29        | 1'58"87 | 30        |
| Slalom speciale | Hossein Saveh-Shemshaki | 55"46    | 57        | 1'03"90  | 30        | 1'59"36 | 31        |

### Donne
| Gara            | Atleta         | Manche 1 | Manche 1  | Manche 2 | Manche 2  | Totale  | Totale    |
| Gara            | Atleta         | Tempo    | Posizione | Tempo    | Posizione | Tempo   | Posizione |
| --------------- | -------------- | -------- | --------- | -------- | --------- | ------- | --------- |
| Slalom speciale | Forough Abbasi | 1'26"71  | 60        | 1'08"98  | 46        | 2'35"69 | 48        |

## Sci di fondo
| Gara            | Atleta               | Finale  | Finale   | Finale    |
| Gara            | Atleta               | Tempo   | Distacco | Posizione |
| --------------- | -------------------- | ------- | -------- | --------- |
| 15 km maschile  | Sattar Seid          | 47'16"1 | +8'46"4  | 79        |
| 10 km femminile | Farzaneh Rezasoltani | 42'31"3 | +14'13"5 | 73        |